# 巴约勒潘
巴约勒潘（法語：Bailleau-le-Pin，法語發音：[bajo lə pɛ̃]）是法国厄尔-卢瓦省的一个市镇，属于沙特尔区。

## 地理
巴约勒潘（48°22'1"N, 1°19'48"E）面积16.54 平方千米，位于法国中央-卢瓦尔河谷大区厄尔-卢瓦省，该省份为法国北部内陆省份，北起顺时针与厄尔省、伊夫林省、埃松省、卢瓦雷省、卢瓦-谢尔省、萨尔特省和奧恩省接壤。
与巴约勒潘接壤的市镇（或旧市镇、城区）包括：绍富尔、布朗丹维尔、厄尔河畔诺让、马尼、奥莱。

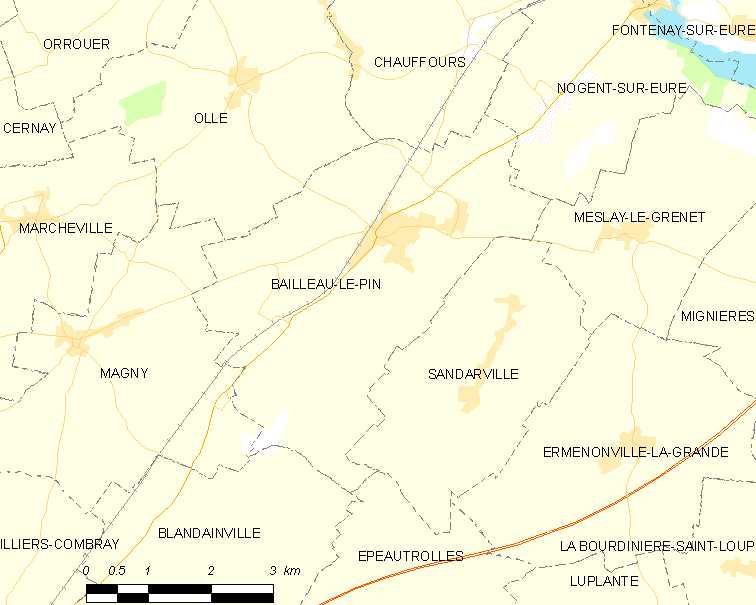
巴约勒潘的OSM定位图

巴约勒潘的时区为UTC+01:00、UTC+02:00（夏令时）。

## 行政
巴约勒潘的邮政编码为28120，INSEE市镇编码为28021。

## 政治
巴约勒潘所属的省级选区为伊利耶孔布赖县。

## 人口

1962-2008年间巴约勒潘人口变化图示

巴约勒潘于2022年1月1日时的人口数量为1645人。